# Barvni indeks
Bárvni índeks je v astronomiji preprost številski izraz, ki določa barvo telesa. V primeru zvezd podaja njihovo površinsko temperaturo. Za določitev barvnega indeksa je treba izmeriti navidezni sij telesa skozi dva različna filtra. Na primer filtra U in B ali B in V, kjer U prepušča le ultravijolično valovanje, B modro svetlobo in V vidno svetlobo (zeleno-rumeno). Lastnosti filtrov določa fotometrični sistem. Razlika v navideznem siju, izmerjena s takšnimi filtri, se imenuje barvni indeks U-B ali B-V. Manjši je barvni indeks, bolj modro, oziroma toplejše je telo. Če je barvni indeks večji, je telo bolj rdeče, oziroma hladnejše. To je posledica logaritmične skale navideznega sija, kjer imajo svetlejša telesa manjše navidezne sije od temnejših.

## Zgodovina
Prvotno je barvni indeks uvedel Karl Schwarzschild za barve zvezd. Parameter so uvedli v začetku 20. stoletja ob uvedbi fotografije v astronomska opazovanja zaradi tega ker se je relativna svetlost zvezd na fotografskih ploščah razlikovala od opazovane v vidnem. Največja občutljivost človeškega očesa je v rumeno-zelenem delu spektra, tedaj pa so uporabljali fotografske emulzije, najobčutljivejše v sivem. Zaradi tega so se zdele hladnejše zvezde poznejših spektralnih razredov svetlejše pri opazovanjih v vidnem, toplejše zvezde prvih spekralnih razredov pa pri fotografskem opazovanju. Tako imajo svetle zvezde z nizko površinsko temperaturo barvni indeks približno +1,0, belo-svetlo modre z visoko površinsko temperaturo pa približno -0,2.

## Barvni indeks in fotometrični sistemi
V splošnem je barvni indeks m dveh obsegov spektralnih občutljivosti i in j določen z enačbo:
{\displaystyle m_{ij}=m_{i}-m_{j}=-{\sqrt[{5}]{100}}\log {\int I(\lambda )\varphi _{i}(\lambda )\;d\lambda  \over {\int I(\lambda )\varphi _{j}(\lambda )\;d\lambda }}\;+C,\quad (i,j=1,2,\dots ,n;i\neq j)\!\,,}
kjer je {\displaystyle I(\lambda )} porazdelitev energije v spektru zvezde in {\displaystyle \varphi _{i},\;\varphi _{j}} funkciji spektralne občutljivosti fotosprejemnikov.
Nabor funkcij spektralnih občutljivosti {\displaystyle \varphi _{i},\;\varphi _{j}} podaja fotometrični sistem, v katerem je barvni indeks izmerjen. Pri tem {\displaystyle \varphi _{k}} upošteva tudi prepustnost ozračja. Konstanta C je izbrana tako, da je barvni indeks za vzorčni spektralni razred (običajno A0V) enak nič.

## Vrste barvnih indeksov
V astrofotometriji se izkorišča več fotometričnih sistemov, podanih z različnimi vrednostmi spektralnih obsegov. V odvisnosti od vrednosti obsegov so takšni sistemi lahko dvobarvni (zgodovinsko prvi vidni in fotografski sistem z enim barvnim indeksom), trobarvni (sistem UBV - angleško Ultraviolet-Blue-Visual, z dvema barvnima indeksoma) itd.
Na barvne indekse oddaljenih teles običajno vpliva ugasitev (absorpcija in sipanje svetlobe), kar pomeni da so bolj rdeči kot bližnja telesa. Količino rdečenja določa barvni presežek, ki je določen kot razlika med opazovanim in normalnim barvnim indeksom (ali pravim barvnim indeksom), domnevnim indeksom pravih barv za zvezde, na katere ugasitev ne vpliva. V fotometričnem sistemu UBV za barvo B-V velja:
{\displaystyle E_{B-V}=(B-V)_{\text{opazovano}}-(B-V)_{\text{pravo}}\!\,.}
Običajno optični astronomi uporabljajo filtre UBVRI, kjer so filtri U, B in V filtri, omenjeni zgoraj, filter R prepušča redečo svetlobo in filter I infrardečo. Ti filtri so natančno določeni kot posebne kombinacije steklenih filtrov in fotopomnoževalskih cevi. Michael S. Bessel je določil nabor prenosov filtrov za raven reakcijski detektor in s tem določevanje barvnih indeksov. Za natančno določitev se izberejo primerni pari filtrov, ki so odvisni od barvne temperature telesa: B-V so za srednje topla telesa, U-V za toplejša in R-I za hladnejša telesa.

## Zgledi
Barvni indeks B-V rumenega Sonca je 0,656 ± 0,005, modre nadorjakinje Rigla pa na primer -0,03 (njegov navidezni sij B je 0,09, navidezni sij V pa je 0,12, kar da B - V = -0,03).
| zvezda                  | indeks U-B  | indeks B–V     | spektralni razred | barva      |
| ----------------------- | ----------- | -------------- | ----------------- | ---------- |
| Mintaka (δ Ori Aab/B/C) | −1,05       | −0,22          | O9.5 II / B2 V    | modra      |
| Heka (λ Ori A/B)        | −1,03/−0,77 | +0,18/+0,04    | O8III / B0.5V     | modra      |
| Spika                   | −0,93       | −0,13          | B1III-IV/B2V      | modra      |
| Rigel                   | −0,66       | −0,03          | B8Iab             | modrobela  |
| Deneb                   | −0,24       | +0,09          | A2 Ia             | bela       |
| Severnica               | +0,38       | +0,60          | F7 Ib-II SB       | rumenobela |
| Sonce                   |             | +0,656 ± 0,005 | G2V               | rumena     |
| Arktur                  | +1,22       | +1,24          | K1.5 IIIpe        | oranžna    |
| Antares                 | +1,34       | +1,87          | M1.5Iab-b / B2.5V | rdeča      |
| Betelgeza               | +2,06       | +1,86          | M2Ib              | rdeča      |
| R Zajca (L Lep)         |             | +5,5           | M                 | rdeča      |